# Synagoge (Köslin)

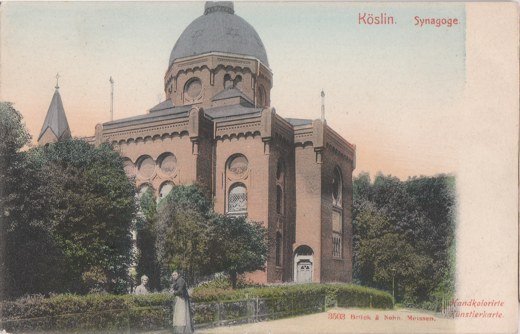
Synagoge in Köslin, kolorierte Postkarte um 1900

Die Synagoge in Köslin (Koszalin), einer polnischen Stadt in der Woiwodschaft Westpommern, war ein großer Kuppelbau im maurischen Stil. Sie wurde 1886 eingeweiht und 1938 zerstört. Die Synagoge stand am Kleinen Wall an der Hohetorstraße, jetzt ul. 1 Maja.

## Geschichte
Von 1705 ist erste Erwähnung einer jüdischen Familie in Köslin in Hinterpommern erhalten. Im Jahr 1735 wurde ein Betsaal an der Hohetorstraße errichtet. Dieser wurde 1835 erneuert (renoviert oder umgebaut?).
Im Jahr 1884 wurde der Bau einer Synagoge beschlossen. Diese wurde 1886 eingeweiht. Sie war ein repräsentativer Bau im maurischen und neuromanischen Stil mit einer großen Kuppel. Sie trug die hebräische Inschrift „Vom Aufgang der Sonne bis zu ihrem Untergang sei gepriesen der Name des Herrn“ (Ps. 113,3) und hatte eine pneumatische Orgel mit einem Organisten.
Während des Novemberpogroms 1938 wurde die Synagoge in Brand gesetzt.
Im Oktober 1999 wurde am Standort der ehemaligen Synagoge ein Gedenkstein mit einer Aufschrift in polnischer, deutscher und englischer Sprache enthüllt.